# Pseudocerura calophasioides
Pseudocerura calophasioides là một loài bướm đêm trong họ Noctuidae.